# ليونارد ويفر
ليونارد ويفر (بالإنجليزية: Leonard Weaver)‏ هو لاعب كرة قدم أمريكية أمريكي، ولد في 23 سبتمبر 1982 في كوكاو في الولايات المتحدة.

## وصلات خارجية
- ليونارد ويفر على موقع مرجع كرة القدم المحترفة.كوم (الإنجليزية)